# Acianthus veillonis
Acianthus veillonis är en orkidéart som beskrevs av Nicolas Hallé. Acianthus veillonis ingår i släktet Acianthus och familjen orkidéer. Inga underarter finns listade i Catalogue of Life.